# Petitefontaine
Petitefontaine település Franciaországban, Territoire de Belfort megyében. Lakosainak száma 192 fő (2022. január 1.). Petitefontaine Lachapelle-sous-Rougemont, Le Haut-Soultzbach, Felon, Leval és Romagny-sous-Rougemont községekkel határos.

## Népesség
A település népességének változása:
| Lakosok száma | 192  | 191  | 196  | 190  | 189  | 189  | 190  | 191  | 192  |
|               | 2013 | 2015 | 2016 | 2017 | 2018 | 2019 | 2020 | 2021 | 2022 |